# Atitalaquia
Atitalaquia är en ort i Mexiko.   Den ligger i kommunen Atitalaquia och delstaten Hidalgo, i den sydöstra delen av landet, 70 km norr om huvudstaden Mexico City. Atitalaquia ligger 2 096 meter över havet och antalet invånare är 6 322.
Terrängen runt Atitalaquia är platt åt nordväst, men åt sydost är den kuperad. Runt Atitalaquia är det tätbefolkat, med 683 invånare per kvadratkilometer. Närmaste större samhälle är Tula de Allende, 12,8 km väster om Atitalaquia. Omgivningarna runt Atitalaquia är en mosaik av jordbruksmark och naturlig växtlighet.